# Plagiolepis hoggarensis
Plagiolepis hoggarensis é uma espécie de formiga do gênero Plagiolepis, pertencente à subfamília Formicinae.